# Frank Morley
Frank Morley (1860-1937) là nhà toán học người Anh. Vào năm 1899, Morley phát hiện ra rằng khi chia ba các góc của một tam giác thì ba giao điểm của các đường ấy là đỉnh của một tam giác đều.